# ديفيد إم. بيلي
ديفيد إم. بيلي (بالإنجليزية: David M. Bailey)‏ هو مغني ومغن مؤلف وعازف قيثارة أمريكي، ولد في 26 فبراير 1966، وتوفي في 2 أكتوبر 2010.

## وصلات خارجية
- ديفيد إم. بيلي على موقع ميوزك برينز (الإنجليزية)
- ديفيد إم. بيلي على موقع أول ميوزيك (الإنجليزية)
- ديفيد إم. بيلي على موقع ديسكوغز (الإنجليزية)